# Баром Реатеа I
Баром Реатеа I (кхмер. បរមិន្ទរាជា, 1521 — 1576) — король Камбоджи (1566—1576). Правил под именем Парамараджа III (санскр. Paramaraja III) или Баром Реатеа III.

## Биография
Родился в 1521 году, был сыном короля Анг Чана I. Унаследовал трон от своего отца в 1556 году (по другим данным — в 1566 году).
Предпринял неудачную попытку переноса столицы и вернул под контроль Камбоджи ранее захваченный Сиамом Корат. Камбоджийская армия захватила северо-западные провинции и вернула столицу в Ангкор в 1570 году.

### На русском языке
- Сафронов, Б. В. Новая история стран Азии и Африки : учеб. пособие для бакалавриата и магистратуры / Борис Сафронов, Юрий Лосев. — 2-е изд., испр. и доп. — М.: Издательство Юрайт, 2019. — 305 с. — ISBN 978-5-534-10425-7.